# Dalenia
Dalenia é um género botânico pertencente à família Melastomataceae.

## Espécies
1. ↑  «Dalenia — World Flora Online». www.worldfloraonline.org. Consultado em 19 de agosto de 2020